# Costoanachis lafresnayi
Costoanachis lafresnayi är en snäckart som först beskrevs av P. Fischer och Bernardi 1857.  Costoanachis lafresnayi ingår i släktet Costoanachis och familjen Columbellidae. Inga underarter finns listade i Catalogue of Life.